# Baboucarr H. M. Jallow
Baboucarr H. M. Jallow ist ein Politiker im westafrikanischen Staat Gambia.

## Leben
Jallow war als Staatssekretär in verschiedenen Ministerien tätig, unter anderem im Ministerium für Energie und im Ministerium für Finanzen und Wirtschaft.
Am 4. Februar 2010 wurde Jallow von Präsident Yahya Jammeh ins Kabinett als Minister für Handel und Beschäftigung (englisch Minister of Trade and Employment) berufen und wird Nachfolger von Yusupha Kah. Zuvor war er Staatssekretär im selben Ministerium (englisch Ministry of Trade, Industry and Employment). Nach nur 41 Tagen wurde er am 19. März 2010 von Abdou Kolley im Amt abgelöst.